# Afganistán en los Juegos Paralímpicos de Río de Janeiro 2016
Afganistán compitió en los Juegos Paralímpicos de Río de Janeiro 2016, celebrados entre el 7 y el 18 de septiembre de 2016. Su abanderado y único participante fue el lanzador de jabalina Mohammad Durani.

## Atletismo
| Atleta          | Prueba                         | Distancia | Distancia (m) | Posición |
| --------------- | ------------------------------ | --------- | ------------- | -------- |
| Mohammad Durani | Lanzamiento de jabalina F42-44 | 26,51     | 200           | 16       |